# Les Lèves-et-Thoumeyragues
Les Lèves-et-Thoumeyragues è un comune francese di 562 abitanti situato nel dipartimento della Gironda nella regione della Nuova Aquitania.

## Società

### Evoluzione demografica
Abitanti censiti